# Wilhelm von Holte (Domherr)
Wilhelm von Holte (* im 13. Jahrhundert; † im 13. Jahrhundert) war Domherr in Münster.

## Leben
Wilhelm von Holte entstammte als Sohn des Adolf von Holte (1200–1258, Vogt von Nottuln) und dessen Gemahlin Luitgardis von Pyrmont dem Edelherrengeschlecht derer von Holte mit Stammsitz im Osnabrücker Raum (Holter Burg). Seine Schwester Beatrix war mit dem Grafen Gottschalk von Pyrmont verheiratet. Wilhelm war der Cousin von Wedekind von Holte (Domherr), Wigbold von Holte (Erzbischof von Köln), Wilhelm von Holte (Bischof von Münster) und Beatrix von Holte (Fürstäbtissin zu Essen).
Als Domherr zu Münster findet er erstmals am 8. Juli 1242 urkundliche Erwähnung. Der münsterische Bischof Ludolf, ein naher Verwandter, erhielt am 24. September 1246 vom Papst die Erlaubnis, Wilhelm zu mehreren Benefizien zuzulassen. Er blieb bis 1246 in seinem Amt. Über seinen weiteren Lebensweg gibt die Quellenlage keinen Aufschluss.